# Oesch’s die Dritten
Oesch's die Dritten er en schweizisk folkemusik-gruppe fra Schwarzenegg i Berner Oberland. Gruppen består af 
Hansueli og Annemarie Oesch deres 3 børn: Melanie, Kevin og Mike og harmonika-spilleren Urs Meier.

## Historie
Gruppens historie starter med Hansuelis far, Hans Oesch trio: Trio Oesch. Hansueli startede efterfølgende en duo med sin kone Annemarie. Da deres tre børn efterhånden blev gamle nok indgik de i gruppen og navnet "Oesch's die Dritten" opstod som en markering af at det er tredje generation. I 2008 var gruppen i finalen i Grand Prix der Volksmusik, hvor de blev nummer 3, med nummeret "Die Jodel-Sprache".

## Udgivelser
| Titel                        | Udgivelsesdato    |
| ---------------------------- | ----------------- |
| Jodel-Zauber                 | 10. oktober 2007  |
| Frech - Frisch - Jodlerisch  | 29. august 2008   |
| Wir schauen zurück!          | 15. maj 2009      |
| Volksmusik ist INternational | 2. oktober 2009   |
| Winterpracht                 | 13. november 2009 |

En enkelt single er det blevet til: Ku-Ku Jodel fra 2007. Denne blev i øvrigt vinder i 2008 af afstemningen i den schweiziske fjernsynsudsendelse Die grössten Schweizer Hits.